# كرمبل خداداد
كرمبل خداداد (بالفارسية: کرمبل خداداد) هي قرية تقع في قسم نغور الريفي (مقاطعة تشابهار) في إيران. يقدر عدد سكانها بـ 337 نسمة بحسب إحصاء 2016.